# Hansi Niese
Johanna Niese, detta Hansi (Vienna, 10 novembre 1875 – Vienna, 4 aprile 1934), è stata un'attrice austriaca.

## Filmografia parziale
- Il grande amore (Die große Liebe), regia di Otto Preminger (1931)
- Die Blumenfrau von Lindenau, regia di Georg Jacoby (1931)
- Frau Lehmanns Töchter, regia di Carl Heinz Wolff (1932)
- Melodie imperiali (Kaiserwalzer), regia di Friedrich Zelnik (1933)
- Die große Chance, regia di Victor Janson (1934)